# Liste der Einträge im National Register of Historic Places im Goodhue County

Lage des Goodhue County in Minnesota

Die Liste der Einträge im National Register of Historic Places im Goodhue County in Minnesota führt alle Bauwerke und historischen Stätten im Goodhue County auf, die in das National Register of Historic Places aufgenommen wurden.

## Legende
| NRHP | Historic Place    |
| HD   | Historic District |

## Aktuelle Einträge
| [ 2 ] | Name                                                   | Bild                                                   | Eintragsdatum                                  | Lage | Ort               | Beschreibung |
| ----- | ------------------------------------------------------ | ------------------------------------------------------ | ---------------------------------------------- | --- | ----------------- | --- |
| 1     | Alexander P. Anderson Estate-Tower View                | Alexander P. Anderson Estate-Tower View                | 1977 ID-Nr. 77000734                           | Westlich von Red Wing am US 61 44° 34′ 11,7″ N, 92° 38′ 16,8″ W                                                                        | Red Wing          | 1916 im georgianischen Stil errichtetes Wohnhaus und biologisches Forschungslabor, in dem gepuffte Lebensmittel entwickelt wurden            |
| 2     | Barn Bluff                                             | Barn Bluff                                             | 1990 ID-Nr. 90001165                           | US 61 und US 63 44° 34′ 10″ N, 92° 31′ 32″ W                                                                                           | Red Wing          | Hügel über dem Mississippi, um den sich zahlreiche Legenden der Dakota-Indianer ranken                                                       |
| 3     | Bartron Site                                           |                                                        | 1970 ID-Nr. 70000294                           | Adresse nicht veröffentlicht | Red Wing          | Archäologische Stätte mit Fundstücken aus der Zeit der Mississippi-Kultur                                                                    |
| 4     | George Baslington Farmhouse                            | George Baslington Farmhouse                            | 1980 ID-Nr. 80002050                           | Abseits des US 52 44° 15′ 9″ N, 92° 37′ 16″ W                                                                                          | Pine Island       | Um eine Blockhütte aus den 1850er Jahren errichtetes Farmhaus                                                                                |
| 5     | Bridge No. 12                                          | Bridge No. 12                                          | 1989 ID-Nr. 89001837                           | Brücke der Township Road 43 über den Bullard Creek 44° 32′ 31,2″ N, 92° 26′ 20″ W                                                      | Red Wing          | 1908 errichtete Fachwerkbrücke aus der ersten Periode der in Minnesota geltenden Standards für Brücken                                       |
| 6     | Jacob Bringghold House                                 |                                                        | 1980 ID-Nr. 80002051                           | 314 2nd Street Southwest 44° 12′ 4,1″ N, 92° 39′ 2,8″ W                                                                                | Pine Island       | 1906 im Queen Anne-Stil errichtetes Wohnhaus eines Schweizer Einwanderers                                                                    |
| 7     | Cannon Falls Commercial Historic District              | Cannon Falls Commercial Historic District              | 2000 ID-Nr. 99001654                           | 4th Street zwischen Mill Street und Main Street 44° 30′ 26,8″ N, 92° 54′ 20,5″ W                                                       | Cannon Falls      | Ensemble von aus Kalkstein errichteten Geschäftshäusern aus der Zeit der Jahrhundertwende vom 19. zum 20. Jahrhundert                        |
| 8     | Cannon Falls School                                    | Cannon Falls School                                    | 1980 ID-Nr. 80002039                           | 115 West Minnesota Street 44° 30′ 38,8″ N, 92° 54′ 6,8″ W                                                                              | Cannon Falls      | Zwischen 1993 und 1912 im neoromischen Stil errichtetes Schulgebäude                                                                         |
| 9     | Carleton Airport                                       | Carleton Airport                                       | 2004 ID-Nr. 04000722                           | 1235 MN 19 44° 28′ 21″ N, 93° 0′ 51,3″ W                                                                                               | Stanton           | 1942 eröffneter Flugplatz, der in der Zeit des Zweiten Weltkrieges dem Carleton College zur Erteilung von Flugunterricht diente              |
| 10    | G.A. Carlson Lime Kiln                                 | G.A. Carlson Lime Kiln                                 | 1976 ID-Nr. 76001053                           | East 5th Street 44° 34′ 10,4″ N, 92° 31′ 10,3″ W                                                                                       | Red Wing          | 1882 errichteter Kalkofen zur Gewinnung von Materialien für die örtliche Bauwirtschaft                                                       |
| 11    | Chicago Great Western Depot                            | Chicago Great Western Depot                            | 1980 ID-Nr. 80002056                           | West Main Street Ecke Fulton Street 44° 33′ 52,5″ N, 92° 32′ 22,1″ W                                                                   | Red Wing          | 1906 errichtetes Depot der Chicago Great Western Railroad                                                                                    |
| 12    | Church of the Redeemer-Episcopal                       | Church of the Redeemer-Episcopal                       | 1980 ID-Nr. 80002040                           | 123 North 3rd Street 44° 30′ 28″ N, 92° 54′ 14″ W                                                                                      | Cannon Falls      | 1867 im neugotischen Stil errichtetes Kirchengebäude, eine der ersten protestantischen Kirchen der Region                                    |
| 13    | Cross of Christ Lutheran Church                        | Cross of Christ Lutheran Church                        | 1980 ID-Nr. 80002057                           | US 61 44° 36′ 0,7″ N, 92° 43′ 47,3″ W                                                                                                  | Red Wing          | 1878 im neugotischen Stil errichtetes Kirchengebäude schwedischer Einwanderer                                                                |
| 14    | Dammon Round Barn                                      | Dammon Round Barn                                      | 1980 ID-Nr. 80002058                           | US 61 44° 32′ 49,1″ N, 92° 27′ 37,3″ W                                                                                                 | Red Wing          | 1914 errichtete Rundscheune, dient heute als Bed and Breakfast                                                                               |
| 15    | District No. 20 School                                 | District No. 20 School                                 | 1980 ID-Nr. 80002059                           | MN58 44° 29′ 19,8″ N, 92° 32′ 59,1″ W                                                                                                  | Red Wing          | 1889 errichtetes Schulgebäude |
| 16    | Ellsworth Hotel Livery Stable                          | Ellsworth Hotel Livery Stable                          | 1980 ID-Nr. 80002043                           | 4th Street 44° 30′ 30,2″ N, 92° 54′ 21,3″ W                                                                                            | Cannon Falls      | 1871 aus Kalkstein errichtetes Hotel |
| 17    | Firemen’s Hall                                         | Firemen’s Hall                                         | 1980 ID-Nr. 80002041                           | 206 West Mill Street 44° 30′ 29,4″ N, 92° 54′ 12,1″ W                                                                                  | Cannon Falls      | 1888 errichtete Feuerwache; dient heute als Museum                                                                                           |
| 18    | First Congregational Church of Zumbrota                | First Congregational Church of Zumbrota                | 1980 ID-Nr. 80002065                           | 455 East Avenue 44° 17′ 34,3″ N, 92° 40′ 3,4″ W                                                                                        | Zumbrota          | 1862 im Stil des Greek Revival errichtete Kirche                                                                                             |
| 19    | Florence Town Hall                                     | Florence Town Hall                                     | 2000 ID-Nr. 00000818                           | 33923 US 61 44° 30′ 37,1″ N, 92° 21′ 7″ W                                                                                              | Frontenac         | 1875 im Italianate-Stil errichtetes Rathaus                                                                                                  |
| 20    | Fort Sweeney Site                                      |                                                        | 1970 ID-Nr. 70000295                           | Adresse nicht veröffentlicht | Red Wing          | Bodendenkmal aus der Zeit der Mississippikultur                                                                                              |
| 21    | E.J. Fryk Barn                                         | E.J. Fryk Barn                                         | 1980 ID-Nr. 80002060                           | Abseits des US 61 44° 31′ 28,4″ N, 92° 27′ 17″ W                                                                                       | Red Wing          | 1872 errichtete Scheune |
| 22    | Capt. Charles Gellett House                            | Capt. Charles Gellett House                            | 1980 ID-Nr. 80002042                           | 311 North 6th Street 44° 30′ 34,3″ N, 92° 54′ 29,8″ W                                                                                  | Cannon Falls      | 1860 im Stil des Greek Revival errichtetes Wohnhaus des Sägewerksbesitzers Joseph Peckham                                                    |
| 23    | Gladstone Building                                     | Gladstone Building                                     | 1979 ID-Nr. 79001239                           | 309 Bush Street 44° 33′ 54,3″ N, 92° 32′ 0,7″ W                                                                                        | Red Wing          | 1886 im neuromanischen Stil errichtetes Geschäftsgebäude                                                                                     |
| 24    | Martin T. Gunderson House                              | Martin T. Gunderson House                              | 1975 ID-Nr. 75000980                           | 107 Gunderson Boulevard 44° 16′ 17,8″ N, 92° 59′ 41,3″ W                                                                               | Kenyon            | 1895 im Queen Anne-Stil errichtetes Wohnhaus des Geschäftsmanns Martin T. Gunderson                                                          |
| 25    | Hauge Lutheran Church                                  | Hauge Lutheran Church                                  | 1980 ID-Nr. 80002048                           | Abseits der MN 60 44° 15′ 19,4″ N, 93° 1′ 18,3″ W                                                                                      | Kenyon            | 1870 errichtete lutherische Kirche norwegischer Einwanderer                                                                                  |
| 26    | Dr. Charles Hewitt Laboratory                          | Dr. Charles Hewitt Laboratory                          | 1979 ID-Nr. 79001240                           | 216 Dakota Street 44° 33′ 49,9″ N, 92° 32′ 16,1″ W                                                                                     | Red Wing          | 1866 errichtetes Büro und Laboratorium von Charles N. Hewitt, der in Minnesota die erste öffentliche Gesundheitsfürsorge des Landes aufbaute |
| 27    | Holden Lutheran Church Parsonage                       |                                                        | 1980 ID-Nr. 80002049                           | County Highway 60 44° 19′ 12,7″ N, 92° 54′ 8,8″ W                                                                                      | Kenyon            | 1861 errichtetes norwegisches lutherisches Pfarrhaus                                                                                         |
| 28    | E.S. Hoyt House                                        | E.S. Hoyt House                                        | 1975 ID-Nr. 75000981                           | 300 Hill Street 44° 33′ 42,5″ N, 92° 32′ 29,1″ W                                                                                       | Red Wing          | 1913 im Stil der Prairie Houses errichtetes Wohnhaus                                                                                         |
| 29    | Immanuel Lutheran Church                               | Immanuel Lutheran Church                               | 1980 ID-Nr. 80002061                           | Abseits der MN 58 44° 29′ 29,5″ N, 92° 32′ 12,1″ W                                                                                     | Red Wing          | 1897 mit Schindeln überdachte Kirche deutscher Einwanderer                                                                                   |
| 30    | Kappel Wagon Works                                     | Kappel Wagon Works                                     | 1979 ID-Nr. 79001241                           | 221 West 3rd Street 44° 33′ 58,2″ N, 92° 31′ 57,2″ W                                                                                   | Red Wing          | 1875 im Italianate-Stil errichtete Wagenfabrik                                                                                               |
| 31    | Keystone Building                                      | Keystone Building                                      | 1979 ID-Nr. 79001242                           | 409 Main Street 44° 33′ 55,9″ N, 92° 32′ 7,2″ W                                                                                        | Red Wing          | 1867 im Italianate-Stil errichtetes Bürohaus                                                                                                 |
| 32    | James L. Lawther House                                 | James L. Lawther House                                 | 1975 ID-Nr. 75000982                           | 927 West 3rd Street 44° 33′ 43,2″ N, 92° 32′ 27″ W                                                                                     | Red Wing          | 1857 errichtetes achteckiges Wohnhaus |
| 33    | Mendota to Wabasha Military Road: Cannon River Section | Mendota to Wabasha Military Road: Cannon River Section | 1991 ID-Nr. 90002199                           | Cannon Bottom Road 44° 34′ 48″ N, 92° 38′ 36″ W                                                                                        | Red Wing          | Abschnitt einer in den 1850er Jahren errichteten Militärstraße                                                                               |
| 34    | Harrison Miller Farmhouse                              | Harrison Miller Farmhouse                              | 1978 ID-Nr. 78001535                           | MN 19 44° 29′ 10,8″ N, 92° 59′ 48,7″ W                                                                                                 | Cannon Falls      | 1869 errichtetes Farmhaus mit Stilelementen des Greek Revival, der Neugotik und des Italianate Stils                                         |
| 35    | John Miller Farmhouse                                  | John Miller Farmhouse                                  | 1980 ID-Nr. 80002062                           | County Highway 1 44° 26′ 26,7″ N, 92° 48′ 25,7″ W                                                                                      | Cannon Falls      | 1860 errichtetes Farmhaus |
| 36    | Minnesota State Training School                        | Minnesota State Training School                        | 1973 ID-Nr. 73000979                           | East 7th Street 44° 33′ 37,7″ N, 92° 29′ 51,6″ W                                                                                       | Red Wing          | 1889 im neuromanischen Stil errichtete Jugendstrafanstalt                                                                                    |
| 37    | Minnesota Stoneware Company                            | Minnesota Stoneware Company                            | 1979 ID-Nr. 79001243                           | 1997 West Main Street 44° 33′ 51″ N, 92° 33′ 33″ W                                                                                     | Red Wing          | 1901 errichtete Keramikfabrik |
| 38    | Nansen Agricultural Historic District                  | Nansen Agricultural Historic District                  | 2000 ID-Nr. 00001372                           | Umgebung der MN 56 sowie der County Highways 14 und 49 44° 22′ 13,8″ N, 92° 56′ 6″ W                                                   | Holden Township   | Gebiet von rund 30 Farmen aus dem 19. Jahrhundert, die von norwegischen Einwanderern errichtet worden waren                                  |
| 39    | Oakwood Cemetery                                       | Oakwood Cemetery                                       | 2012 ID-Nr. 12000005                           | 1258 Cherry Street 44° 33′ 2,1″ N, 92° 31′ 10″ W                                                                                       | Red Wing          | 1857 von dem Landschaftsarchitekten Adolph Strauch mit einer 1908 von Clarence H. Johnston, Sr. errichteten Kapelle                          |
| 40    | Old Frontenac Historic District                        | Old Frontenac Historic District                        | 1973 ID-Nr. 73000978                           | Abgegrenzt durch Winona Drive, Burr Oak Street, Lake Avenue und Westervelt Avenue 44° 31′ 26,1″ N, 92° 19′ 52,5″ W                     | Florence Township | Mitte des 19. Jahrhunderts errichtetes Resort am Lake Pepin                                                                                  |
| 41    | Opera Block House                                      |                                                        | 1980 ID-Nr. 80002052                           | 222 Main Street 44° 12′ 3,6″ N, 92° 38′ 47,8″ W                                                                                        | Pine Island       | 1895 errichtetes Theater |
| 42    | Oxford Mill Ruin                                       | Oxford Mill Ruin                                       | 1980 ID-Nr. 80002044                           | Westlich des US 52 44° 28′ 27,3″ N, 92° 55′ 53,3″ W                                                                                    | Cannon Falls      | Aus Kalkstein bestehende Grundmauern einer 1878 errichteten Mühle, die 1905 niederbrannte                                                    |
| 43    | Pine Island City Hall and Fire Station                 | Pine Island City Hall and Fire Station                 | 1980 ID-Nr. 80002053                           | Main Street Ecke 3rd Street 44° 12′ 2,1″ N, 92° 38′ 48″ W                                                                              | Pine Island       | 1909 errichtetes Rathaus |
| 44    | Pratt-Tabor House                                      | Pratt-Tabor House                                      | 1979 ID-Nr. 79001245                           | 706 West 4th Street 44° 33′ 45,7″ N, 92° 32′ 13,7″ W                                                                                   | Red Wing          | 1875 im Italianate-Stil errichtetes Gebäude                                                                                                  |
| 45    | Red Wing City Hall                                     | Red Wing City Hall                                     | 1979 ID-Nr. 79001246                           | West 4th Street 44° 33′ 52,7″ N, 92° 31′ 55,4″ W                                                                                       | Red Wing          | 1905 im Stil der Neorenaissance errichtetes Rathaus                                                                                          |
| 46    | Red Wing Iron Works                                    | Red Wing Iron Works                                    | 1979 ID-Nr. 79001247                           | 401 Levee Street 44° 33′ 59″ N, 92° 32′ 10,6″ W                                                                                        | Red Wing          | 1874 errichtetes Eisenwerk |
| 47    | Red Wing Mall Historic District                        | Red Wing Mall Historic District                        | 1980 ID-Nr. 80002063                           | Entlang der East Avenue, der West Avenue und des Broadway zwischen 6th Street und dem Mississippideich 44° 33′ 47,2″ N, 92° 32′ 6,2″ W | Red Wing          | Ensemble verschiedener historischer öffentlicher Gebäude                                                                                     |
| 48    | Red Wing Residential Historic District                 | Red Wing Residential Historic District                 | 1982 ID-Nr. 82002955                           | Abgegrenzt durch West 5th Street, West Main Street, Cedar Street und Dakota Street 44° 33′ 40,4″ N, 92° 32′ 26,3″ W                    | Red Wing          | Ensemble von Gebäuden aus der Zeit um das Jahr 1900                                                                                          |
| 49    | Roscoe Butter and Cheese Factory                       | Roscoe Butter and Cheese Factory                       | 1980 ID-Nr. 80002054                           | County Highway 11 44° 13′ 30,5″ N, 92° 46′ 8,5″ W                                                                                      | Pine Island       | 1896 errichtete Molkerei örtlicher Farmer |
| 50    | T.B. Sheldon Memorial Auditorium                       | T.B. Sheldon Memorial Auditorium                       | 1976 ID-Nr. 76001054                           | 443 West 3rd Street 44° 33′ 50,3″ N, 92° 32′ 6,2″ W                                                                                    | Red Wing          | 1904 im Stil der Neorenaissance errichtetes Theater                                                                                          |
| 51    | Theodore B. Sheldon House                              | Theodore B. Sheldon House                              | 1976 ID-Nr. 76001055                           | 805 West 4th Street 44° 33′ 42,4″ N, 92° 32′ 17,4″ W                                                                                   | Red Wing          | 1875 im französischen Stil errichtetes Gebäude                                                                                               |
| 52    | Spring Creek Petroglyphs                               | Spring Creek Petroglyphs                               | 1996 ID-Nr. 96001310                           | Adresse nicht veröffentlicht | Red Wing          | Indianische Felszeichnungen |
| 53    | St. James Hotel                                        | St. James Hotel                                        | 1977 ID-Nr. and 82002956 77000733 and 82002956 | Bush Street Ecke Main Street 44° 33′ 57,5″ N, 92° 32′ 8,5″ W                                                                           | Red Wing          | 1874 im Italianate-Stil errichtetes Hotel |
| 54    | Third Street Bridge                                    | Third Street Bridge                                    | 1989 ID-Nr. 89001836                           | Brücke der 3rd Street über den Cannon River 44° 30′ 48,6″ N, 92° 54′ 15,3″ W                                                           | Cannon Falls      | 1909 errichtete Fachwerkbrücke |
| 55    | Towne-Akenson House                                    | Towne-Akenson House                                    | 1979 ID-Nr. 79001248                           | 1121 West 3rd Street 44° 33′ 40,2″ N, 92° 32′ 36,1″ W                                                                                  | Red Wing          | 1875 im Italianate-Stil errichtetes Gebäude                                                                                                  |
| 56    | Vasa Historic District                                 | Vasa Historic District                                 | 1975 ID-Nr. 75000983                           | Abseits der MN 19 44° 30′ 14,9″ N, 92° 43′ 0,7″ W                                                                                      | Red Wing          | In den 1850er Jahren errichtetes Dorf schwedischer Einwanderer mit einer 1869 errichteten Kirche                                             |
| 57    | Fred Wallauer Farmhouse                                | Fred Wallauer Farmhouse                                | 1980 ID-Nr. 80004593                           | MN 58 44° 31′ 49,4″ N, 92° 31′ 26,7″ W                                                                                                 | Red Wing          | 1882 im Italianate-Stil errichtetes Farmhaus                                                                                                 |
| 58    | Yale Hardware Store                                    | Yale Hardware Store                                    | 1980 ID-Nr. 80002045                           | 139 North 4th Street 44° 30′ 28,2″ N, 92° 54′ 19,8″ W                                                                                  | Cannon Falls      | 1882 im Italianate-Stil errichtetes Geschäftshaus                                                                                            |
| 59    | Darwin E. Yale House                                   | Darwin E. Yale House                                   | 1980 ID-Nr. 80002046                           | 421 North 6th Street 44° 30′ 39,4″ N, 92° 54′ 27,8″ W                                                                                  | Cannon Falls      | 1879 im Italianate-Stil errichtetes Geschäftshaus                                                                                            |
| 60    | Zumbrota Covered Bridge                                | Zumbrota Covered Bridge                                | 1975 ID-Nr. 75000984                           | Brücke der West Avenue über den nördlichen Arm des Zumbro River 44° 17′ 46,7″ N, 92° 40′ 13,5″ W                                       | Zumbrota          | 1869 errichtete überdachte Brücke |

## Frühere Einträge
| [ 2 ] | Name                    | Bild | Eintragsdatum        | Lage                                               | Ort                      | Beschreibung                                                                                                 |
| ----- | ----------------------- | ---- | -------------------- | -------------------------------------------------- | ------------------------ | --- |
| 1     | Just C. Gronvold House  |      | 1973 ID-Nr. 73000977 | County Highway 8 44° 15′ 47,6″ N, 92° 59′ 17,4″ W  | Kenyon                   | 1873 im neugotischen Stil errichtetes Gebäude; 1993 aus dem Register gestrichen                              |
| 2     | Dr. Orrin I. Hall House |      | 1980 ID-Nr. 80002066 | 206 West 3rd Street 44° 16′ 18″ N, 92° 59′ 18″ W   | Zumbrota                 | Im Jahr 2000 aus dem Register gestrichen                                                                     |
| 3     | Kenyon Opera House      |      | 1980 ID-Nr. 80002047 | Gunderson Boulevard 44° 16′ 18″ N, 92° 59′ 18″ W   | Kenyon                   | 1890 im Italianate-Stil errichtetes Theater; 1994 abgerissen und ein Jahr später aus dem Register gestrichen |
| 4     | Julia B. Nelson House   |      | 1979 ID-Nr. 79001244 | 219 5th Street 44° 12′ 36,3″ N, 92° 37′ 27,6″ W    | Red Wing                 | 1880 errichtete Pension; 2004 aus dem Register gestrichen                                                    |
| 5     | Roscoe Store            |      | 1980 ID-Nr. 80002055 | County Highway 11 44° 12′ 36,3″ N, 92° 37′ 27,6″ W | westlich von Pine Island | 1907 errichtetes Kaufhaus; in den 1990er Jahren abgerissen und im Jahr 2000 aus dem Register gestrichen      |
| 6     | Wanamingo Township Hall |      | 1980 ID-Nr. 80002064 | County Highway 1 44° 16′ 48,8″ N, 92° 51′ 52,2″ W  | westlich von Wanamingo   | 1860 errichtetes Rathaus, 1993 aus dem Register gestrichen                                                   |